# Но Син Ён
Но Син Ён (кор. 노신영; 28 февраля 1930 года, Кангсо, Пхёнан-Намдо, Корея под властью Японии — 21 октября 2019 года, Сеул, Республика Корея) — государственный деятель Республики Корея, министр иностранных дел (1980—1982), премьер-министр (1985—1987). В 1982—1985 годах был директором Агентства по планированию национальной безопасности (ныне Национальное агентство разведки).

## Биография
Но Син Ён родился в Кансо (ныне провинция КНДР Пхёнан-Намдо). В 1949 году он переехал в Сеул. В 1954 году окончил юридический факультет Сеульского национального университета. В 1955 году окончил Университет штата Кентукки (США), получив степень магистра. 
В ноябре 1955 году начал работать в министерстве иностранных дел и торговли Республики Корея. В 1968 он был назначен консулом Республики Кореи в Лос-Анджелесе (США). В 1972 году был назначен консулом в Нью-Дели (Индия), а с 1973 года послом в Индии. В 1976 году стал вице-министром иностранных дел Республики Корея и постоянным представителем в Женеве (Швейцария). Со 2 сентября 1980 года по 1 июня 1982 года был министром иностранных дел Республики Корея. Со 2 июня 1982 года по 18 февраля 1985 года он занимал должность директора Агентства по планированию национальной безопасности.
19 февраля 1985 года Но Син Ён был назначен исполняющим обязанности премьер-министра до 15 мая, а 16 мая становится премьер-министром страны и оставался на посту до 25 мая 1987 года. После отставке начал работать профессором Университета Корё, а также занимал и другие общественные должности.
21 октября 2019 года Но Син Ён умер в больнице города Сеул.

## Примечание
1. ↑  Lho Shin-yong // Munzinger Personen (нем.)
2. 1 2  국무조정실 | 국무총리 | 역대총리소개. web.archive.org (25 июля 2017). Дата обращения: 11 февраля 2020. Архивировано из оригинала 25 июля 2017 года.
3. ↑  Former MinistersMinistry of Foreign Affairs, Republic of Korea. www.mofa.go.kr. Дата обращения: 11 февраля 2020. Архивировано 19 февраля 2018 года.
4. ↑  노신영 전 국무총리 별세 (кор.). www.hani.co.kr (22 октября 2019). Дата обращения: 11 февраля 2020. Архивировано 7 сентября 2020 года.